# Sainte-Geneviève-lès-Gasny
Sainte-Geneviève-lès-Gasny är en kommun i departementet Eure i regionen Normandie i norra Frankrike. Kommunen ligger i kantonen Écos som tillhör arrondissementet Les Andelys. År 2022 hade Sainte-Geneviève-lès-Gasny 648 invånare.

## Befolkningsutveckling
Antalet invånare i kommunen Sainte-Geneviève-lès-Gasny
Referens:INSEE